# Sindrome di Chuck Cunningham

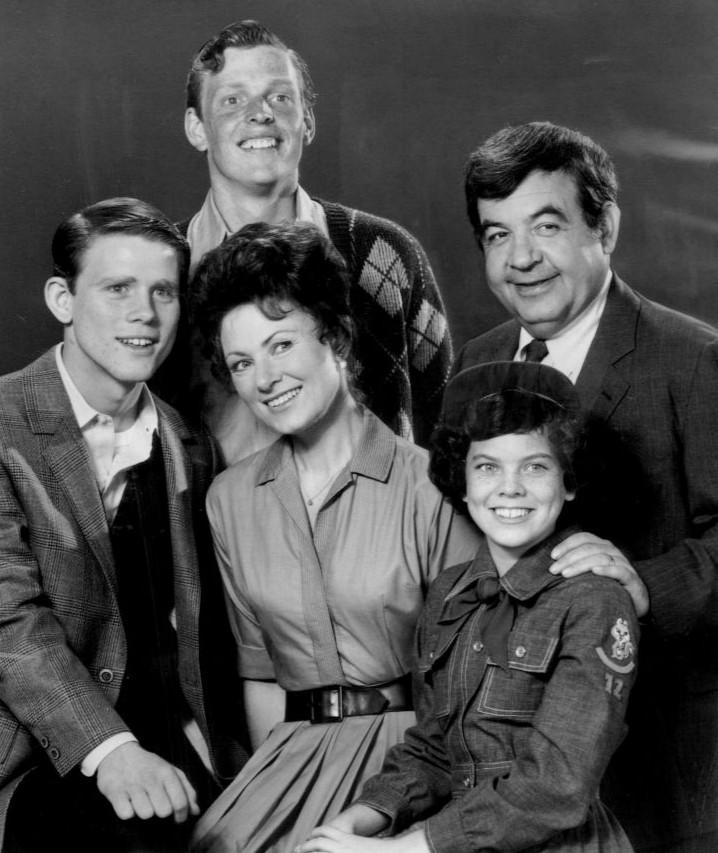
La famiglia Cunningham nella prima stagione di Happy Days, in cui è presente anche il personaggio di Chuck (il primo in alto).

Con il termine sindrome di Chuck Cunningham si intende, in un'opera televisiva, la scomparsa di un personaggio inizialmente presente, senza che venga fornita alcuna spiegazione. 
Se gli autori intendono rimuovere un personaggio, elaborano in genere delle situazioni per spiegare la sua assenza nel prosieguo della serie, ad esempio la sua morte o la partenza per un viaggio. Nella "sindrome", un personaggio si limita a sparire senza che venga spiegato agli spettatori il motivo. Questi personaggi vengono rimossi dalla storia, mentre tutti gli altri continuano ad andare avanti come se il personaggio non fosse mai esistito.

## Origine del termine
Nell'ideazione di una serie televisiva, si prevede tutta una serie di personaggi, sia protagonisti che comprimari. Alcuni avranno grande successo, arrivando fino alla conclusione, mentre altri saranno cancellati con qualche espediente; altri ancora saranno longevi, ma nel corso degli anni possono allontanarsi dalle scene temporaneamente e poi ritornare, spesso su richiesta degli spettatori o per motivi personali degli stessi attori.
Ci sono infine personaggi inizialmente inseriti nel cast, ma poi cancellati dopo un certo numero di episodi senza che venga data alcuna spiegazione nella trama, al punto che, nel prosieguo della serie, il resto del cast si comporta come se quel determinato personaggio non fosse mai esistito.
La definizione nasce con Happy Days, telefilm trasmesso dal 1974 e andato in onda per svariate stagioni. Nei primi episodi, la famiglia Cunningham è composta dai genitori, Howard e Marion, e da tre figli, Richie, Joanie e Chuck. Quest'ultimo, interpretato da Gavan O'Herlihy, è il fratello maggiore e dovrebbe avere il ruolo di mentore verso il protagonista Richie. Tuttavia, con il passare delle settimane di programmazione, il personaggio diventa sempre meno interessante per il pubblico che gli preferisce il "ribelle" Fonzie, nato come figura marginale e che invece pian piano assumerà un ruolo sempre più rilevante nelle vicende della serie, prendendo idealmente il posto che doveva essere di Chuck nei confronti del fratello minore.
Le cose non cambiano neppure con la seconda stagione, in cui il personaggio viene interpretato da un nuovo attore, Randolph Roberts. Gli sceneggiatori decidono dunque di eliminare il personaggio facendolo semplicemente sparire dalla scena, e da quel giorno Howard e Marion parleranno sempre e solo dei loro "due" figli.

### Esempi
La "sindrome", già presente nelle produzioni precedenti, si è diffusa nel tempo soprattutto nelle situation comedy e nelle soap opera, visto che la lunghezza della loro programmazione consentiva di far dimenticare facilmente personaggi ritenuti indifferenti per il pubblico. Tra i personaggi cancellati senza spiegazione possiamo citare, a mero titolo di esempio:
- Oliver ne La famiglia Brady. Per qualche tempo gli sceneggiatori inserirono un bambino biondo, il cugino Oliver appunto. Il personaggio scomparve poi senza ragione, probabilmente perché non incontrò il favore degli spettatori.[8]
- Victor Bergman, Paul Morrow e David Kano in Spazio 1999. I personaggi vengono eliminati nella seconda stagione senza fornire alcuna spiegazione agli spettatori, e senza che vengano mai menzionati dagli altri interpreti negli episodi successivi. In realtà lo sceneggiatore Johnny Byrne aveva tentato di inserire una spiegazione che lasciasse intuire l’assenza di Bergman, ovvero che fosse morto per decompressione, ma il nuovo produttore Freiberger decise di eliminare questa parte dall'edizione finale del copione.[9]
- April Curtis in Supercar. È il tecnico informatico di KITT che sostituisce la precedente collega nella seconda stagione. All'inizio della terza stagione viene rimossa senza alcuna spiegazione dal ritorno di Bonnie Barstow, e i protagonisti non la menzioneranno mai nel prosieguo della serie.[8] In questo caso sembra che il protagonista dello show, David Hasselhoff, abbia fatto pressioni sui produttori affinché riassumessero la McPherson al posto della Holden.[10]
- Nella serie televisiva de L'incredibile Hulk l'antagonista del dottor David Banner (Bill Bixby), il giornalista investigativo Jack McGee, interpretato da Jack Colvin, scompare dopo il primo film televisivo La rivincita dell'incredibile Hulk, sequel della serie. Colvin, a causa di problemi di salute, non riuscì a riprendere il suo personaggio sicché nei successivi due film televisivi, Processo all'incredibile Hulk e La morte dell'incredibile Hulk il personaggio di McGee uscì di scena e non venne mai più menzionato, come se non fosse mai esistito.
- Nella serie giudiziaria Matlock viene introdotta alla fine della prima stagione il personaggio di una giovane studentessa di legge, Cassie Phillips, che rimarrà come semplice archivista fino alla fine della seconda stagione, al termine della quale sparirà dalle scene senza alcuna giustificazione;[8]
- Eddie in Kickin' It - A colpi di karate. È un ragazzo di colore un po' goffo presente nelle prime due stagioni della serie, ma che non comparirà più in seguito senza che venga data alcuna spiegazione al riguardo;
- Judy Winslow in 8 sotto un tetto. La più piccola dei tre fratelli Winslow è un personaggio marginale presente nelle prime quattro stagioni. Scompare nella quinta stagione senza spiegazione, e la sua famiglia si comporta come se non fosse mai esistita;
- Tre personaggi in Una bionda per papà. Ivy e Penny Baker, rispettivamente la madre e la sorella di Carol (entrambe presenti nella sigla originale), scompaiono senza spiegazione dopo la prima stagione. Un altro esempio è Brendan Lambert, il figlio più piccolo di Frank che è sempre stato in secondo piano rispetto al resto della famiglia e nell'ultima stagione scompare senza essere più nominato.
- Marie e Mrs. Rodriguez della serie Papà a tempo pieno erano due dei personaggi principali della prima stagione, ma nelle successive tre stagioni non fanno più apparizioni, non venendo più nemmeno menzionati;
- Lunch nella serie di manga e anime Dragon Ball. Personaggio ricorrente nella prima stagione, a partire dalla seconda le sue apparizioni si faranno via via sempre più sporadiche, per poi – salvo una comparsata nell'ONA del 2008, Dragon Ball: Ossu! Kaette kita Son Goku to nakama-tachi!!, e nel suo adattamento manga – scomparire definitivamente.
- In Italia, un caso del genere si è verificato nel 2010 nel cast della soap Un posto al sole, con la cancellazione improvvisa e senza spiegazioni del personaggio di Alfredo Benvenuto. Allo stesso modo, anche il personaggio di Elisa Giordano, figlia maggiore illegittima di Raffaele, è sparita dopo il 2001 senza spiegazioni.
- In un'altra serie italiana, Maggie & Bianca Fashion Friends, il personaggio di Leo, introdotto come gli altri all'inizio della serie come studente del primo anno della "Milano Fashion Academy", dopo il finale della prima stagione oltre a non comparire più, non viene mai menzionato nelle restanti due stagioni che coincidono con il secondo e il terzo anno della scuola di moda.
- In un'altra serie italiana, Mare fuori, ambientata in un penitenziario minorile, Sasà è uno dei personaggi principali della seconda stagione, con il ruolo di un adolescente accusato di stupro. Alla fine della seconda stagione, si dichiara colpevole delle accuse. Tuttavia, nella terza stagione scompare completamente senza venir più menzionato e senza che nessuno spieghi perché non sia più nel penitenziario.
- Ne Lo squalo, romanzo di Peter Benchley che ha ispirato la celebre saga cinematografica viene spiegato che Martin ed Ellen Brody hanno tre figli: Billy, Martin Jr. e Sean. Nei due sequel - scritti da Hank Searls e basati sulle sceneggiature del secondo e del quarto episodio della serie di film - Martin Jr. non appare mai né viene menzionato, i figli dei coniugi Brody tornano a essere due come nei film e Billy viene rinominato Michael. Questo, come nel caso di Lunch in Dragon Ball, è uno dei rari casi in cui la sindrome di Chuck Cunningham si applica a un'opera cartacea.
- Nella serie poliziesca Il commissario Rex, a partire dall'ottava stagione scompaiono senza spiegazioni due dei protagonisti principali, ovvero il commissario Alex Brandtner (peraltro padrone del cane-poliziotto Rex) e l'ispettore Christian Bock, al posto dei quali entrano in scena i personaggi del commissario Marc Hoffmann e l'ispettrice Niki Herzog.
- Nei primi albi di Diabolik il personaggio di Gustavo Garian è tra i protagonisti della serie, essendo di fatto il migliore amico dell'Ispettore Ginko. Tuttavia dopo pochi episodi il personaggio inizia a diradare le sue apparizioni, per poi scomparire senza dare spiegazioni e senza più essere nominato. Nel corso degli anni le autrici del fumetto hanno fornito occasionali e molto vaghe motivazioni della sua assenza; al personaggio è stato comunque dedicato un albo speciale nel 2012, in cui ne viene esplicitato il decesso.
- Un simpatico riferimento a questa sindrome si trova nella sitcom Crescere, che fatica!: Stuart Minkus, personaggio ricorrente nella prima stagione (interpretato da Lee Norris), esce completamente di scena nelle successive, per ricomparire a sorpresa nell'episodio finale della quinta. Quando gli viene chiesto che fine abbia fatto, Stuart risponde di non essersi mai mosso, sottolineando con stizza che le sue faccende personali non sono degne di essere raccontate.
- All'inizio della quarta stagione de Il maresciallo Rocca i personaggi delle prime tre stagioni Sergio Castrilli (Ruben Rigillo) e Michele Falcetti (Gabriele Corsi) escono di scena senza ulteriori spiegazioni dalla produzione.
- Nella serie poliziesca Law & Order: Criminal Intent il personaggio Ronald Ron Carver interpretato da Courtney B. Vance esce di scena dopo la quinta stagione senza una spiegazione plausibile.
- Nella serie televisiva Law & Order - I due volti della giustizia il personaggio interpretato da Milena Govich nonché Nina Cassidy esce di scena alla fine della diciassettesima stagione senza un motivo plausibile.